# Lena Harpazi
Lena Harpazi (hebr. ‏לנה הרפזי‎) (ur. 1911 w Łodzi) – izraelska malarka pochodząca z Polski.

## Życiorys
Urodziła się w Łodzi jako Lena Kerszner, jako nastolatka zgłosiła się do szkoły plastycznej, naukę przerwał jej wyjazd do Francji w 1930. Przez trzy lata mieszkała w Paryżu, gdzie pobierała lekcje malarstwa i grafiki. W 1934 emigrowała do Mandatu Palestyny, gdzie stosując technikę olejną i pastele tworzyła pejzaże. W 1958 wyjechała na roczne stypendium do Francji, gdzie studiowała na Académie de la Grande Chaumière pod kierunkiem Henriego Goetza. 